# Slowenische Voralpen
Die Slowenischen Voralpen (slowenisch: Slovenske Predalpe, Predalpska Slovenija, slovenski predalpski svet) sind eine Gebirgsgruppe in den südlichen Ostalpen. Sie liegen in Slowenien und zu einem geringen Teil in Österreich.

## Geographische Klassifikation
Nach SOIUSA (Internationale vereinheitlichte orographische Einteilung der Alpen) sind die Slowenischen Voralpen ein Teil der Südlichen Ostalpen nach folgender Klassifikation:
- Teil = Ostalpen
- Sektor = Südliche Ostalpen
- Abschnitt = Slowenische Voralpen
- SOIUSA Nummer = II/C-36

Die Slowenischen Voralpen sind in drei nicht zusammenhängende Unterabschnitte unterteilt
(Siehe Karte – rechts unten):
- Westliche Slowenische  Voralpen (slowenisch: Zahodne Slovenske Predalpe) – SOIUSA  Nummer:II/C-36.I (auf der Karte westlich von Ljubljana)
- Östliche Slowenische  Voralpen (slowenisch: Vzhodne Slovenske Predalpe) – SOIUSA Nummer:II/C-36.II (auf der Karte östlich von Ljubljana)
- Nordöstliche Slowenische  Voralpen (slowenisch: Severovzhodne Slovenske Predalpe) – SOIUSA Nmmer:II/C-36.III (auf der Karte westlich von Maribor)

## Gebirge in den Slowenischen Voralpen
Zwei dieser Unterabschnitte (die westlichen und östlichen Voralpen) enthalten nur eine alpine Obergruppe (= Gebirgsgruppe). Der dritte Unterabschnitt (nordöstliche Voralpen) ist in zwei Obergruppen aufgeteilt:
- Westliche Slowenische  Voralpen:
  - Obergruppe Škofjeloško-Cerkljansko-Polhograjsko-Rovtarsko hribovje – SOIUSA  Nummer:II/C-36.I-A
- Östliche Slowenische  Voralpen:
  - Obergruppe Posavsko hribovje (Save-Hügelland) – SOIUSA  Nummer:II/C-36.II-A
- Nordöstliche Slowenische  Voralpen:
  - Obergruppe Pohorje – SOIUSA  Nummer:II/C-36.III-A
  - Obergruppe Vitanjsko-Konjiško hribovje – SOIUSA  Nummer:II/C-36.III-B

## Gipfel
Die höchsten Gipfel der Slowenischen Voralpen:
| Name          | Meter |
| ------------- | ----- |
| Porezen       | 1630  |
| Crni vrh      | 1543  |
| Velika Kopa   | 1542  |
| Jezerski vrh  | 1537  |
| Mali Crni vrh | 1533  |
| Mulejev vrh   | 1533  |
| Mala Kopa     | 1524  |
| Rogla         | 1517  |
| Žigartov vrh  | 1346  |
| Stari Vrh     | 1217  |